# Semisuberites cribrosa
Semisuberites cribrosa (лат.) — морская губка из отряда Poecilosclerida класса обыкновенных губок. Имеют воронкообразную форму с ножкой. Высота до 15 см. Гладкие или немного шероховатые. Поры расположены на внутренней стороне воронки. Разные особи могут быть как мягкими и легко рвущимися, так и очень эластичными. Окрас от светло-серого до серо-жёлтого и коричневого. Обитает на глубинах от 14 до 325 м. Населяет Северную Атлантику, северную часть Тихого океана и Арктику от умеренных до полярных вод. Донное животное. Безвредна для человека, охранный статус вида не определён. Не является объектом промысла.